# Secret Society
Secret Society – siódmy album zespołu Europe. Został wydany 25 października 2006 roku nakładem wytwórni Sanctuary Records. Album promowany jest singlem "Always the Pretenders".

## Lista utworów
1. "Secret Society" – 3:37
2. "Always the Pretenders" – 3:55
3. "The Getaway Plan" – 3:53
4. "Wish I Could Believe" – 3:35
5. "Let the Children Play" – 4:12
6. "Human After All" – 4:14
7. "Love Is Not the Enemy" – 4:19
8. "A Mother's Son" – 4:49
9. "Forever Traveling" – 4:12
10. "Brave and Beautiful Soul" – 3:48
11. "Devil Sings the Blues" – 5:24

## Twórcy
- Joey Tempest – wokal, gitara
- John Norum – gitara, chórki
- John Levén – gitara basowa
- Mic Michaeli – instrumenty klawiszowe, chórki
- Ian Haugland – perkusja